# Maesobotrya glabrata
Maesobotrya glabrata là một loài thực vật có hoa trong họ Diệp hạ châu. Loài này được (Hutch.) Exell mô tả khoa học đầu tiên năm 1959.